# Pseudapophylia
Pseudapophylia is een geslacht van kevers uit de familie bladkevers (Chrysomelidae).
De wetenschappelijke naam van het geslacht werd in 1903 gepubliceerd door Martin Jacoby.

## Soorten
- Pseudapophylia smaragdipennis (Jacoby, 1888)